# Свердяк
Свердяк (рум. Sverdiac) — село в Ришканському районі Молдови. Входить до складу комуни, адміністративним центром якої є село Реча.
Більшість населення — українці. Згідно з даними перепису 2004 року — 441 особа (80 %).

## Населення

### Національність
Розподіл населення за національністю за даними перепису 2004 року:
| Мова             | Відсоток |
| ---------------- | -------- |
| українці         | 79,89 %  |
| молдовани/румуни | 17,03 %  |
| росіяни          | 1,99 %   |
| інші             | 1,08 %   |